# Aleksej Matvejevič Vseložski
Aleksej Matvejevič Vsevoložski (rusko Алексе́й Матве́евич Все́воложский), ruski general, * 1763, † 1813.
Bil je eden izmed pomembnejših generalov, ki so se borili med Napoleonovo invazijo na Rusijo.
Njegov portret je bil eden izmed 13, ki niso bili nikoli izdelani za Vojaško galerijo Zimskega dvorca.

## Življenje
Leta 1778 je kot navadni vojak vstopil v Kargopolski karabinjerski polk in leta 1784 je bil povišan v korneta. 
Udeležil se je vojne s Turki (1787-91), bojev proti Poljakom (1792, 1794) ter vojne tretje in četrte koalicije. Za zasluge med bitko pri Austerlitzu je bil povišan v polkovnika. 
12. decembra 1807 je bil povišan v generalmajorja in 13. januarja 1808 je bil imenovan za šefa Elisavetgradskega huzarskega polka. S polkom se je udeležil patriotske vojne.